# Aeroporto di Taipei-Songshan
L'Aeroporto di Taipei-Songshan (IATA: TSA, ICAO: RCSS) è un aeroporto civile e militare taiwanese situato a Taipei, nel distretto cittadino di Songshan. L'aeroporto, situato a 5 m s.l.m., dispone di una pista 10/28 realizzata in calcestruzzo e bitume lunga 2.605 m e larga 60. Vi operano i voli domestici e i voli internazionali da e per Cina, Giappone e Corea del Sud. La Metropolitana di Taipei collega la stazione della metropolitana di Songshan Aeroporto al resto della città tramite la linea Wenhu.